# Yusuke Maruhashi
Yusuke Maruhashi (Osaka, 2 september 1990) is een Japans voetballer.

## Carrière
Yusuke Maruhashi tekende in 2009 bij Cerezo Osaka.